# Danmarks Meteorologiske Institut
Pour les articles homonymes, voir DMI.
Le Danmarks Meteorologiske Institut ou DMI (l'Institut danois de météorologie) est un département du Ministère des transports et l'énergie du Danemark qui s'occupe des observations et des prévisions météorologiques officielles dans ce pays ainsi que pour le Groenland et les Îles Féroé.
L'institut est membre de l'Organisation météorologique mondiale, du Centre européen de prévision météorologique à moyen terme, d'EUMETSAT et du GIE Eumetnet.

## Histoire
Dès 1820, le physicien Hans Christian Ørsted proposa que le Danemark créé des sites d'observations météorologiques systématiques dans tout le pays. Un comité météorologique est mis sur pied en 1827 qui aboutira à la création d'un observatoire central à Copenhague pour centraliser la collection de ces données.
En 1872, le Danemark crée l’Institut météorologique, dont un des principaux fondateurs est Ludvig Colding. L'Institut est alors mis sous la tutelle du Ministère de la marine et compte alors quatre employés dirigés par Niels Hoffmeyer (en). Son mandat était de prendre des observations météorologiques, de les rendre disponibles au public et de développer la recherche dans ce domaine. En 1926, avec le développement de l'aviation, on fonde le Service météorologique à l'aviation civile et en 1953, c'est le Service météorologique militaire qui est créé.
Ces trois services sont fusionnés en 1990 dans le nouveau Danmarks Meteorologiske Institut, situé dans le quartier de Østerbro à Copenhague.

## Responsabilités et structure
Le DMI compte environ 360 salariés postés principalement au quartier général de Copenhague, mais aussi dans les bases aériennes de Karup et Skrydstrup ainsi qu'à Nuuk au Groenland. On retrouve plusieurs départements dont la prévision météorologique, l'informatique l'observation, l'administration, la recherche météorologique et climatique.
L'Institut est responsable sur tout le territoire du Royaume du Danemark :
- De la prise des observations de surface, maritimes et par télédétection
- De maintenir une banque de ces données climatologiques et de la rendre accessible au public
- De faire des prévisions météorologiques pour :
  - Le public
  - Les forces armées
  - Des utilisateurs particuliers comme les agriculteurs, l'aviation et les navigateurs
- De faire de la recherche dans les domaines de la météorologie et de la climatologie.

À cette fin, le DMI :
- Développe et maintient des modèles de prévision numérique du temps
- Possède des moyens modernes de communication et des superordinateurs
- Maintient un réseau de radars météorologiques à double polarisation[4],[5]
- Capte les données des satellites météorologiques
- Patrouille les mers arctiques, à partir de Narsarsuaq (Groenland), pour faire le relevé des glaces de mer dont les icebergs.
- Maintient un réseau de stations météorologiques terrestres et maritimes[6]

## Tempêtes majeures
Le DMI répertorie les tempêtes majeures depuis 1891, et leur attribue un nom depuis 2013.

La liste alphabétique des noms, attribués séquentiellement à chaque tempête, est conservée secrète par le DMI[réf. nécessaire]. Un nom issu de cette liste devient public lors de la dénomination d'une nouvelle tempête.
Commençant avec la lettre 'A' et la tempête Allan en 2013, la liste courante (en décembre 2024) n'est pas épuisée (elle se terminera  avec l'initiale « Y »[réf. nécessaire] attribuée), elle est toujours valide.